# أنجلينا ويليامز
أنجلينا ويليامز (بالإنجليزية: Angelina Williams)‏ مواليد 21 يوليو 1983 في شيكاغو، هي لاعبة كرة سلة أمريكية معتزلة. تم اختيارها من قبل فريق فينيكس ميركوري خلال الدرافت. وحملت الرقم 33. يبلغ طولها 6 قدم 0 بوصة (1.8 م). فازت بلقب دوري المحترفات. لعبت مع فينيكس ميركوري وديترويت شوك في الاتحاد الوطني لكرة السلة النسائية.

## روابط خارجية
- أنجلينا ويليامز على موقع الاتحاد الوطني لكرة السلة النسائية (الإنجليزية)
- أنجلينا ويليامز على موقع كرة السلة الأوروبية.كوم (الإنجليزية)
- أنجلينا ويليامز على موقع كلية كرة السلة في سبورتس رفرنس.كوم (الإنجليزية)
- أنجلينا ويليامز على موقع بروبوليرز (الإنجليزية)
- أنجلينا ويليامز على موقع سبورتس رفرنس (الإنجليزية)